# Jewhen Łysycyn
Jewhen Anatolijowycz Łysycyn, ukr. Євген Анатолійович Лисицин (ur. 16 lipca 1981 w Woroszyłowgradzie) – ukraiński piłkarz, grający na pozycji pomocnika.

## Kariera piłkarska

### Kariera klubowa
Wychowanek Szkoły Piłkarskiej Zoria Ługańsk. W 1998 rozpoczął karierę piłkarską w klubie Awanhard Roweńky. Potem występował w amatorskich drużynach, m.in. Dynamo Stachanow i Ełłada Ługańsk. W 2001 wyjechał do Rosji, gdzie został piłkarzem Spartaka Moskwa. W podstawowym składzie rozegrał tylko jeden mecz, dlatego następnego roku odszedł do Fakiełu Woroneż. W 2004 przeniósł się do Tereku Grozny. Potem powrócił do Ukrainy, gdzie został piłkarzem Zorii Ługańsk, ale nie zagrał żadnego meczu w pierwszej drużynie i na początku 2007 zmienił klub na Stal Dnieprodzierżyńsk. Od 2008 bronił barw Stali Ałczewsk. 1 kwietnia 2010 podpisał roczny kontrakt z Zakarpattia Użhorod. W lutym 2011 przedłużył kontrakt z użhorodzkim klubem, jednak latem 2011 klub zrezygnował z usług piłkarza.

## Sukcesy i odznaczenia

### Sukcesy klubowe
- mistrz Rosji: 2001